# Despotaat Arta
Het Despotaat Arta (Albanees: Despotati i Artës) (1367-1416) was een Albanees vorstendom dat geografisch overeen komt met Epirus, Acarnanië en Aetolië in het huidige Griekenland. De stichter Pjetër Losha deelde zijn heerschappij met zijn compagnon Gjin Shpata, die na diens dood werd opgevolgd door zijn nageslacht van de Shpata-dynastie.

## Geschiedenis
Na de gewonnen veldslag bij de Slag van Achelous door de Albanese vorst Pjetër Losha, die vanaf 1359 heerste over gebieden in Zuid-Albanië, ten koste van de Griekse heerser Nikephoros II Orsini slaagden de Albanezen erin twee nieuwe vorstendommen te creëren in Epirus. Pjetër Losha regeerde over Arta, zijn compgnon Gjin Shpata over Angelokastro. De Servische keizer Simeon Uroš, heerser van Griekenland, erkende de Albanese heerschappij. 
Onder Gjin Shpata reikte het despotaat tot zijn hoogtepunt, na zijn dood in 1399 werd hij opvolgd door zijn nageslacht. Onder diens heerschappijen verzwakte de despotaat en raakte het verwikkeld in oorlogen met rivaliserende legers. De laatste Albanese despoot, Jakub Shpata, lokte al snel weerstand uit bij de lokale bevolking vanwege zijn bekering naar de islam na de Ottomaanse expansie naar de Balkan, hierdoor kon Shpata echter wel rekenen op militaire steun van sultan Mehmet I. De heerschappij van Shpata duurde tot 1416, Carlo I Tocco en Leonardo II Tocco veroverden Epirus van de Albanezen waarna het Despotaat Arta werd ontbonden.

## Despoten
- Pjetër Losha (1367–1374)
- Gjin Shpata (1374–1399)
- Skurra Shpata (1400–1401)
- Muriq Shpata  (1401–1415)
- Jakub Shpata (1415–1416)

## Kaarten

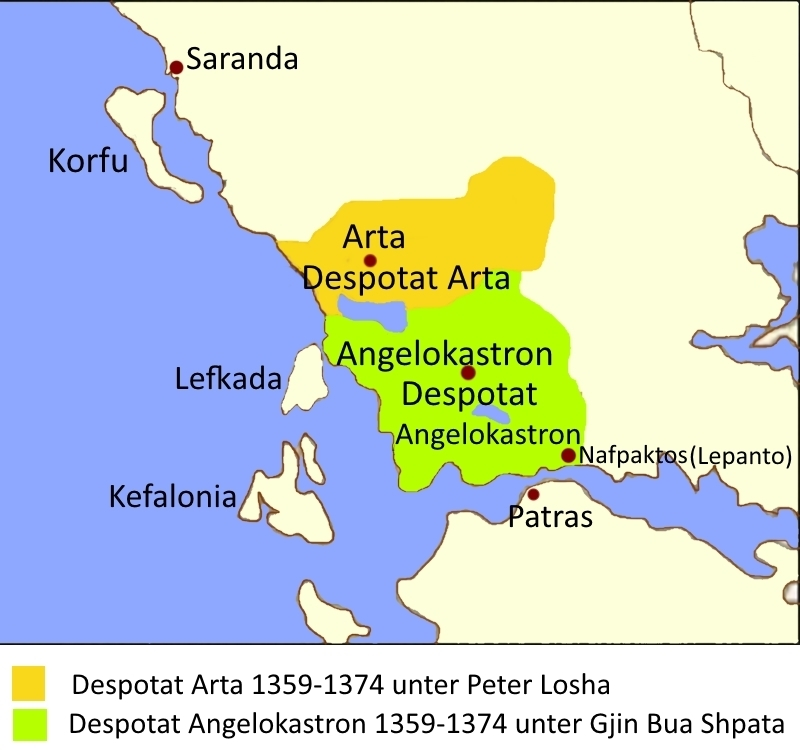
Verdeling van het rijk van Pjetër Losha en Gjin Shpata (1359-1374)
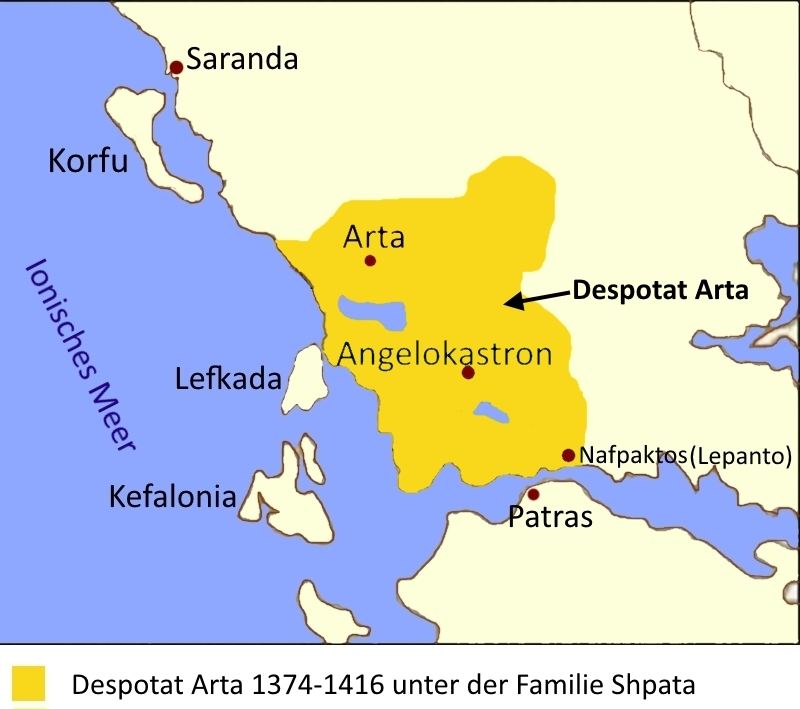
Despotaat Arta tussen 1374 en 1416 onder heerschappij van de Shpata-dynastie